# Corentin Campener
Corentin Campener (5 oktober 1990) is een Belgische atleet, die gespecialiseerd is in het verspringen en het hink-stap-springen. Hij veroverde tot op heden elf Belgische titels.

## Biografie
Campener veroverde in 2010 de Belgische titel in het verspringen. De twee volgende jaren werd hij Belgisch indoorkampioen en in 2013 werd hij opnieuw outdoorkampioen. In 2016 volgde een derde indoortitel. In zowel 2017 als in 2018 werd hij indoor en outdoor Belgisch kampioen verspringen. Eind juli 2018 kon hij zich met een persoonlijk record van 7,98 m plaatsen voor de Europese kampioenschappen in Berlijn.
Hij is aangesloten bij Royal Excelsior Sports Club.

## Belgische kampioenschappen
| Onderdeel          | Jaar                                     |
| ------------------ | ---------------------------------------- |
| verspringen        | 2010, 2013, 2017, 2018                   |
| verspringen indoor | 2011, 2012, 2016, 2017, 2018, 2019, 2020 |

## Persoonlijke records
Outdoor
| Onderdeel          | Prestatie | Wind     | Datum        | Plaats  |
| ------------------ | --------- | -------- | ------------ | ------- |
| verspringen        | 7,98 m    | +1,6 m/s | 25 juli 2018 | Castres |
| hink-stap-springen | 15,04 m   | -2,2 m/s | 18 mei 2013  | Herve   |

Indoor
| Onderdeel   | Prestatie | Datum            | Plaats |
| ----------- | --------- | ---------------- | ------ |
| verspringen | 7,79 m    | 16 februari 2020 | Gent   |

## Palmares

### verspringen
- 2010:  BK AC – 7,49 m
- 2011:  BK indoor AC – 7,56 m
- 2011:  BK AC – 7,51 m
- 2012:  BK indoor AC – 7,31 m
- 2013:  BK AC – 7,51 m
- 2015:  BK AC – 7,65 m
- 2016:  BK indoor AC – 7,70 m
- 2016:  BK AC – 7,66 m
- 2017:  BK indoor AC – 7,65 m
- 2017:  BK AC – 7,85 m
- 2018:  BK indoor AC – 7,72 m
- 2018:  BK AC – 7,66 m
- 2018: 14e kwal. EK in Berlijn - 7,41 m
- 2019:  BK indoor AC – 7,70 m
- 2019:  BK AC – 7,55 m
- 2020:  BK indoor AC – 7,79 m
- 2020:  BK AC – 7,44 m

### hink-stap-springen
- 2011:  BK AC – 14,39 m
- 2012:  BK AC – 14,30 m
- 2013:  BK AC – 14,47 m